# Вента (футбольний клуб)
Футбольний клуб «Вента» (латис. Futbola klubs „Venta”) — латвійський футбольний клуб з міста Вентспілс (у 1995 році представляв Кулдігу), заснований в 1964 році. Клуб був названий на честь річки Вента. У 1967 році «Вента» стала володарем Кубка Латвії, а в 1969 році перемогла в чемпіонаті Латвійської РСР.

## Історія

### Радянський період
Клуб був заснований в 1964 році під назвою «Нафтова база» (латис. Naftas bāze), і в дебютному сезоні фінішував на 6-му місці з чотирнадцяти в Латвійській лізі. У 1965 році назва змінилася на «Осту». В тому році команда виграла срібні медалі чемпіонату Латвійської РСР. У 1967 році перемогла в Кубку Латвії, у фіналі здолавши «Електрон» (Рига) з рахунком 2:0. У 1968 році клуб отримав назву «Вента», після чого двічі доходив до фіналу Кубка, але програвав.
У 1969 році команда вперше здобула перемогу в чемпіонаті Латвійської РСР під керівництвом Владімірса Чікіновса, колишнього футболіста «Даугави». Половину команди складали місцеві футболісти, інші представляли різні регіони, в основному — Білорусь. Коли Чемпіонат Латвійської РСР був офіційно оголошений аматорським змаганням, гравці «Венти» були змушені три місяці працювати в порту. У 1970 році клуб став другим в чемпіонаті, але з часом результати погіршувалися, і після 1982 року команда втратила майже всю фінансову підтримку. «Вента» не закінчила сезон 1983 року і була виключена з чемпіонату після програних 19 матчів.
До 1988 року команда виступала в нижчих латвійських лігах під різними назвами, поки не повернулася у вищий дивізіон, будучи «Зіркою». У складі був майбутній захисник збірної Латвії Михайло Землинський. Тим не менше результати команди були слабкими, і в 1989 році вона вилетіла з чемпіонату.

### Латвійський період
Після розпаду Радянського Союзу клуб виступав у нижчих лігах і лише в 1994 році з'явився в Першій латвійській лізі, другому дивізіоні країни. Після сезону команда розпалася на дві — «Венту» і «Нафту», що стартувала у Другій дізі. В 1996 році «Вента» фінішувала в Першій лізі нижче, ніж «Нафта» (7 місце проти 4). Після сезону 1996 клуби злилися в єдиний клуб «Вентспілс» і, завдяки відмові «Вецріга», потрапили у Вищу лігу.
Згодом команду було відновлено під назвою «Вента». У 2004 році клуб фінішував другим у Першій лізі і перемігши «Діттон-2» у стикових матчах, потрапив у Вищу лігу, змінивши місце базування з Вентспілса на Кулдігу.
Президент клубу Яніс Фрідріхбергс і генеральний менеджер, україно-канадський музикант, продюсер і підприємець Ростислав Штинь (в Латвії використовував ім'я Росс Акменс), заявляли що бюджет клубу буде близько 7 мільйонів євро і однією з головних цілей було: завоювання чемпіонства і виступи в Лізі чемпіонів.
Спершу в ризькому готелі Radisson SAS Daugava був підписаний дворічний річний контракт з Олегом Лужним з лондонського «Арсеналу», який став граючим тренером і отримав 2 номер. Помічником Лужного став екс-наставник львівських «Карпат» Володимир Журавчак. Потім клуб поповнився тренером з фізпідготовки Серджо Ді Джованні і тренером воротарів Роберто Рантьє, які до того працювали в донецькому «Шахтарі» в тренерському штабі Невіо Скали. Також посаду спортивного директора і шефа селекційної служби займав екс-тренер івано-франківського «Прикарпаття» Віктор Нестеренко.
Далі запрошення Лужного прийняв Олександр Хацкевич з київського «Динамо». Він підписав контракт за схемою 2+1. На запрошення Володимира Журавчака до клубу приєднались два гравці «Карпат» 31-річний захисник Юрій Беньо та 24-річний польський воротар Мацей Налєпа. Обидва також підписали контракти за схемою 2+1. На рахунку Налєпи вже було 2 матчі за національну збірну Польщі. До української діаспори в клубі додався також Володимир Копча з іншого латвійського клубу «Олімпс». Також із запорізького «Металурга» перейшов досвідчений 33-річний центральний захисник збірної Латвії Валентінс Лобаньовс (57 ігор, 1 гол), крім цього у команді з'явився перспективний нападник Гіртс Карлсонс (четвертий бомбардир в історії чемпіонатів Латвії) та інші збірники, зокрема Ігорс Слесарчукс та Владімірс Колесніченко.
Важливу роль у цих трансферах зіграли обіцяні лідерам високі зарплати. За словами журналіста А. Ульдріжіса, Вента пропонувала своїм лідерам 20-25 тисяч доларів на місяць, в той час як інші футболісти вищої ліги, за даними DailyNews, отримували в три рази менше. Проте після початку чемпіонату зарплата не виплачувалася, натомість президент клубу і генеральний менеджер їздили в інші країни за фінансуванням. Акменса і Фрідріхбергса бачили в Чехії, де вони нібито хотіли продати клуб місцевому мільйонерові, але угода зірвалася, Данії та Німеччині. Ставало ясно, що бюджету в 7 мільйонів євро у клубу нема.
30 квітня гравці перед матчем з лієпайським «Металургсом» погрожували не вийти на поле якщо їм не заплатять. Це була остання гра клубу в найсильнішому складі. Акменс і Фрідріхсбергс запропонували всім гравцям підписати договір з Trasta Komercbanka. За словами Ігорса Слесарчукса, гравця клубу, футболістам видали картки EuroCard і MasterCardGold, заявивши, що з їх допомогою можна отримати гроші.
Вже на початку липня всі гравці команди отримали лист від банку, в якому повідомлялося, що на їх картках утворився овердрафт, який потрібно повернути до кінця місяця, тобто гравці взяли кредит, а не отримали зарплату.
На той час загальний борг восьми гравців, чотирьох тренерів і масажиста становив 12-15 тисяч євро, ще близько 1 тисячі євро становили відсотки. Олег Лужний і Олександр Хацкевич повинні були отримати кілька сотень тисяч євро. Як тільки в клубі розібралися, що зарплата насправді була кредитом, Лужному довелося продати джип, куплений на гроші «Венти».
Команда зіграла всього п'ять матчів у Вищій лізі в своєму найкращому складі, вигравши 2 гри (3:0 з «Олімпсом» і 2: 0 з «Ригою»), 2 рази зігравши в нічию (0:0 з «Металургсом» і 2:2 з «Юрмалою») і зазнавши 1 поразку. Далі через фінансових питань легіонери добилися статусу вільних агентів. До кінця чемпіонату Вента ледве набирала футболістів на основний склад. Сезон був дограний юніорами, а в кінці сезону команда збанкрутувала і припинила своє існування.
У кубку Латвії Вента пройшла етап 1/8 фіналу, здолавши «Діттон» (Даугавпілс). Але вже в чвертьфіналі була вибита ризьким «Олімпсом».
Акменс і Фрідріхсбергс створили ілюзію клубу, що успішно розвивається. Вони розміщували футболістів і проводили прес-конференції в таких розкішних готелях як Maritim Hotel, Radisson SAS, Jurmala Lielupe. Акменс обіцяв, що всі матчі його команди будуть транслювати по латвійському телебаченню і загалом перетворить Кулдігу в футбольне місто. У його планах також було будівництво нового стадіону на 10 000 місць, але президент «Венти» не мав такого бюджету, маючи лише бізнес з торгівлі кіньми. Акменс намагався залучати спонсорів, але в підсумку разом з президентом клубу змогли лише недовгий час утримувати команду в кредит, після чого змушені були визнати її банкрутом.
Керівництво себе винним ні в чому не визнало. Сам же Штинь, за паперами, виявився не причетний ні до чого — в Латвії не знайшли жодного документа за його підписом.

## Результати виступів
| Сезон | Ліга       | Місце                       | І  | В  | Н | П  | Голи  | О  |
| ----- | ---------- | --------------------------- | -- | -- | - | -- | ----- | -- |
| 1992  | Друга ліга | 3                           | 16 | 7  | 3 | 6  | 43-30 | 17 |
| 1993  | Друга ліга | ?                           | ?  | ?  | ? | ?  | ?     | ?  |
| 1993  | Друга ліга | 4 місце фінального турніру. |    |    |   |    |       |    |
| 1994  | Перша ліга | 6                           | 22 | 8  | 4 | 10 | 37-42 | 20 |
| 1995  | Перша ліга | 6                           | 22 | 8  | 4 | 10 | 25-29 | 28 |
| 1996  | Перша ліга | 7                           | 24 | 12 | 3 | 9  | 41-32 | 39 |

| Сезон  | Ліга       | Місце                                 | І  | В  | Н  | П  | Голи    | О   |  | Кубок          |
| ------ | ---------- | ------------------------------------- | -- | -- | -- | -- | ------- | --- |  | -------------- |
| 2002   | Друга ліга | 1                                     | 12 | 8  | 3  | 1  | 35-13   | 27  |  | не брав участі |
| 2002   | Друга ліга | Фінал (2-е місце) фінального турніру. |    |    |    |    |         |     |  | не брав участі |
| 2003   | Друга ліга | 2                                     | 14 | 9  | 3  | 2  | 37-15   | 30  |  | 1/8 фіналу     |
| 2004   | Перша ліга | 5                                     | 26 | 13 | 6  | 7  | 65-33   | 45  |  | 1/16 фіналу    |
| 2005   | Вища ліга  | 8                                     | 28 | 2  | 3  | 23 | 18-79   | 9   |  | 1/4 фіналу     |
| Всього | Всього     | Всього                                | 80 | 32 | 15 | 33 | 155-140 | 111 |  |                |

## Досягнення
- Чемпіонат Латвійської РСР:
  - Чемпіон (1): 1969
  - Віце-чемпіон (2): 1965, 1970
- Кубок Латвійської РСР:
  - Володар (1): 1967
  - Фіналіст (2): 1968, 1969